# Diocesi di Cracovia-Częstochowa
La diocesi di Cracovia-Częstochowa è una delle tre diocesi della Chiesa polacco-cattolica.
La sua cattedrale è la Maria Madre di Dio e Regina degli Apostoli a Częstochowa.

## Territorio
Il territorio diocesano comprende i voivodati di Slesia, Santacroce, Piccola Polonia e Precarpazi.
La diocesi è attualmente divisa in quattro decanati, a loro volta divisi in 25 parrocchie. Il numero dei fedeli ammonta a circa 5.100 persone.

## Storia
Nel 1951 fu creata ufficialmente la Chiesa polacco-cattolica, scorporando le parrocchie polacche facenti fino a quel momento capo alla missione polacca della Chiesa cattolica nazionale polacca, e questa nuova Chiesa fu in seguito divisa in tre diocesi. La diocesi di Cracovia-Częstochowa fu affidata ad un vescovo solo dal 1979.

## Presente
Attualmente la Cattedra di Cracovia-Częstochowa è vacante e la diocesi è gestita dall'amministratore apostolico Antoni Norman.

## Vescovi e amministratori di Cracovia-Częstochowa

### Vescovi missionari in Polonia
- 1922-1924 - amministratore Francis Bończak
- 1924-1927 - vescovo Francis Bończak
- 1928-1930 - vescovo Leon Grochowski
- 1930-1931 - vescovo Władysław Faron
- 1931-1951 - vescovo Joseph Padewski

### Vescovi di Cracovia-Częstochowa
- 1960–1962 - vicario  Edward Narbutt-Narbuttowicz (non vescovo)
- 1962–1966 - vicario Tadeusz Majewski
- 1966-1979 - amministratore diocesano Benedykt Sęk (non vescovo)
- 1979-2003 - vescovo Jerzy Szotmiller
  - giugno 2004-marzo 2005 - amministratore diocesano Kazimierz Fonfara (non vescovo)
- 2005-31 luglio 2011 - amministratore diocesano Jerzy Szotmiller (vescovo)
- dal 17 settembre 2011 - amministratore diocesano Antoni Norman (non vescovo)